# Каліфорнійська золота лихоманка
38°48′01″ пн. ш. 120°53′32″ зх. д. / 38.800277777778° пн. ш. 120.89222222222° зх. д.

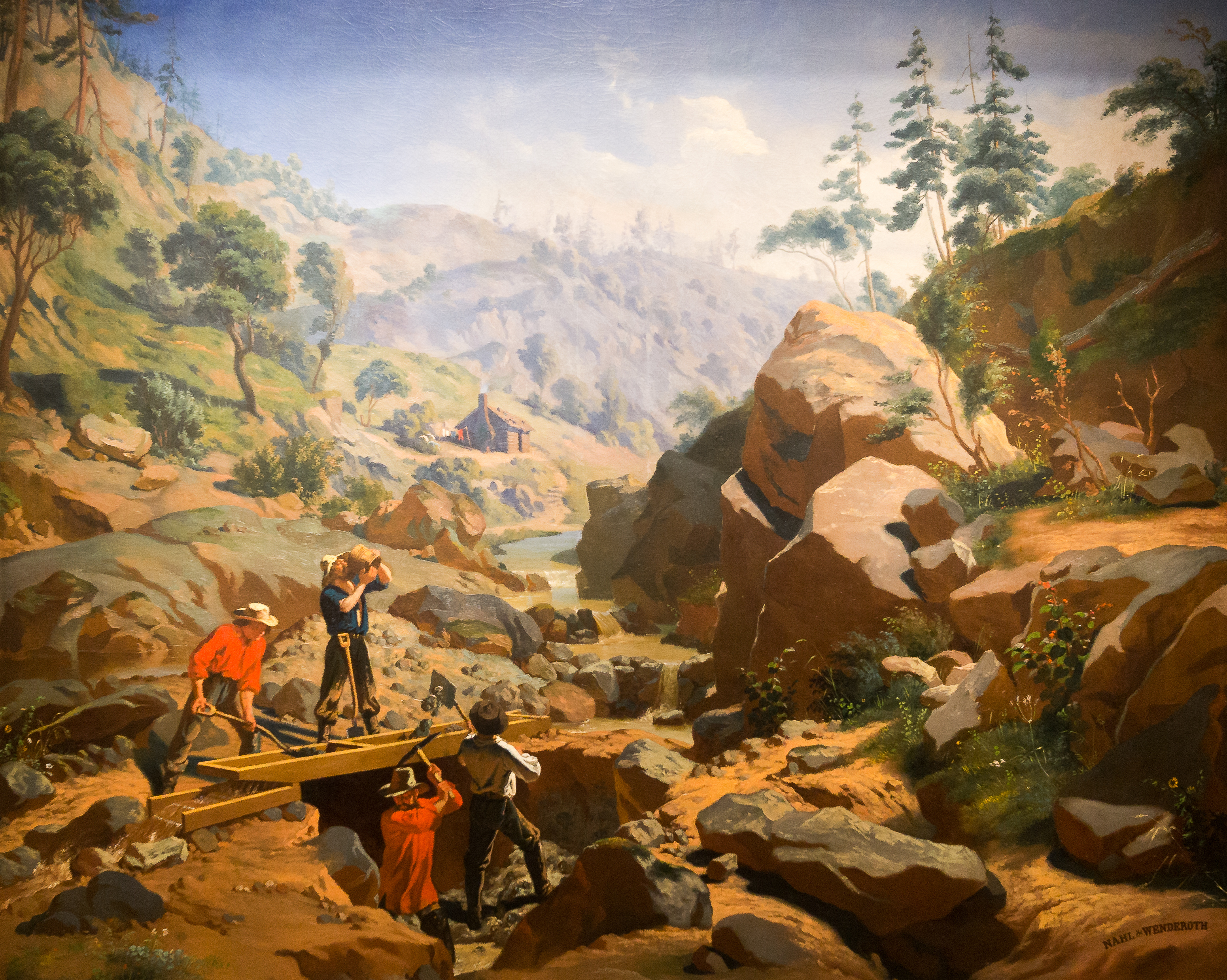
«Шахтарі Сієрри», картина Фредеріка Крістіана Нала, між 1851 та 1852 рр.

Каліфорнійська золота лихоманка — неорганізоване масове видобування золота в Каліфорнії у 1848–1855 роках. Почалася в січні 1848 року, коли було виявлено золото на березі Америкен-Рівер на лісопильні Джона Саттера. Щойно новина про відкриття розповсюдилася, до Каліфорнії з інших регіонів США і з-за кордону вирушили тисячі старателів. Золота лихоманка також привернула десятки тисяч добровольців з країн Латинської Америки, Європи, Австралії і Азії.

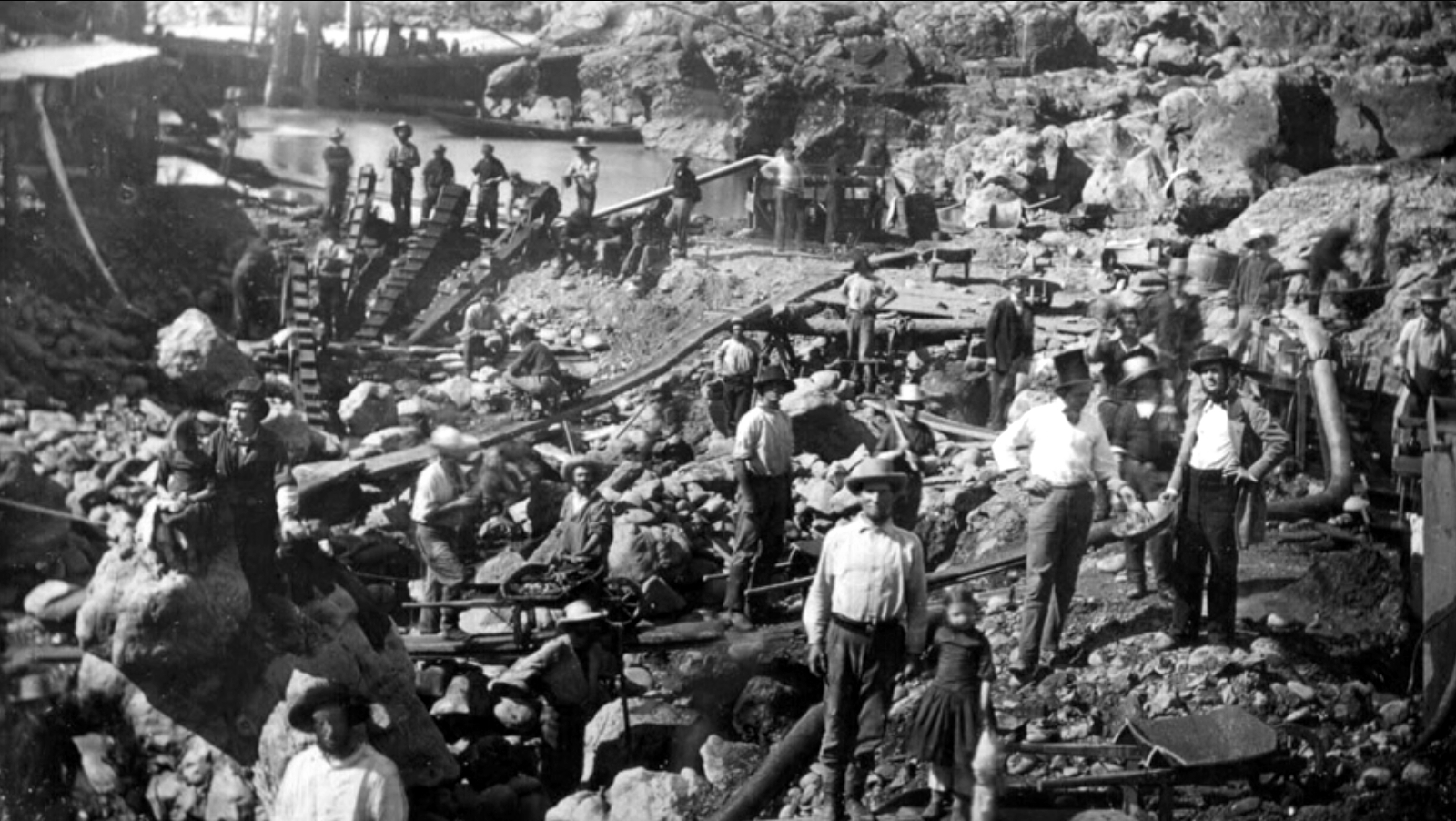
Видобуток золота в Каліфорнії, 1852 рік

Перші золотошукачі, які відправлялись до Каліфорнії на вітрильних суднах і в товарних вагонах зі всього континенту, часто стикалися зі значними труднощами в дорозі. Перші роки видобуток золота відбувався ручною працею, старателі мешкали в тимчасових поселеннях у скруті. Але до 1850-х років відбулася механізація праці, місто Сан-Франциско завдяки напливу жителів стало великим економічним центром, а також виникли нові міста, прокладалися дороги й залізниці, будувалися церкви, школи. Були створені система законів і уряд Каліфорнії, які привели до прийняття надання їй статусу штату 1850 році. Сільське господарство також швидко зростало по всьому штату — спершу для підтримання видобутку золота, а потім для забезпечення осілих у Каліфорнії жителів. Проте, золота лихоманка мала і негативні ефекти: американські індіанці часто знищувалися та виганялися зі своїх традиційних земель, а золотопромисловість завдала значної шкоди екології штату. На місцях видобутку золота процвітала злочинність, а несправедливі винагороди старателям призвели до того, що більшість із них так і не отримали суттєвого збагачення.

## Передумови
Наявність у Каліфорнії покладів золота припускав ще в 1829 році Александер Гумбольд. Він спирався на порівняння геологічних особливостей Каліфорнії та Уралу, де раніше знайшли золоті розсипи.
До лютого 1848 року Каліфорнія належала Мексиці, а відійшла Сполученим Штатам за договором Гвадалупе-Ідальго, який фактично завершив американо-мексиканську війну (1846—1848). Сполучені Штати перебували під експансіоністськими настроями, багато американців вірили, що розширення Сполучених Штатів на захід та придбання нових земель на північноамериканському континенті були неминучими та виправданими.

## Перебіг подій

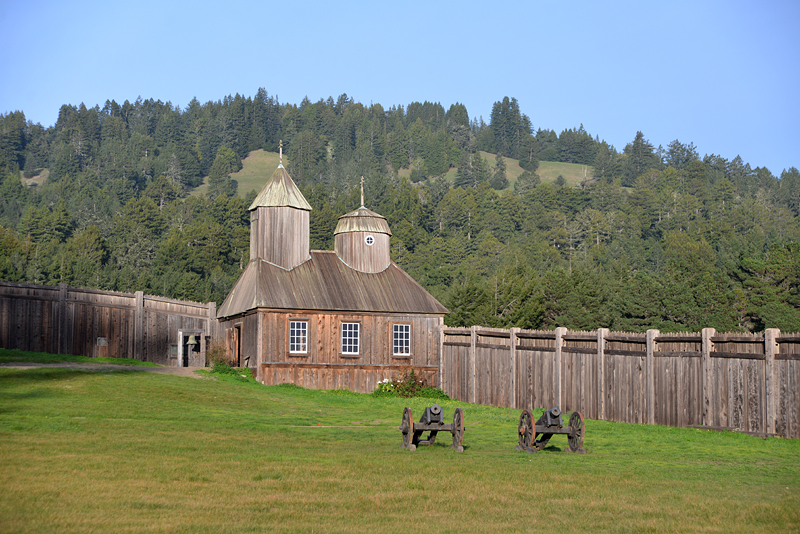
Форт-Росс, з якого почалася золота лихоманка

### Перші знахідки
Перша значна знахідка золота в Каліфорнії відбулася тільки 24 січня 1848 на землях сільськогосподарської колонії Нова Гельвеція (тобто Нова Швейцарія). Її заснував підприємець швейцарського походження Джон Саттер (Йоганн Зуттер), взявши за основу викуплений у російсько-американської компанії Форт-Росс (буквально «Російський форт»), офіційно покинутий в 1839 році. Перші золоті самородки виявив столяр Джеймс Маршалл у селищі Колома (приблизно 140 км на північний схід від Сан-Франциско), коли розчищав русло струмка поблизу лісопилки Джона Саттера. Він домовився з Саттером добувати золото далі разом, але чутки про золоті поклади привернули увагу навколишніх жителів і дійшли до Сан-Франциско (тоді місто називалося Єрба-Буена).

Колоністи (здебільшого мормони) кинулись на пошуки золота в долині річки Американ-Рівер. Перша публікація щодо знайдених самородків з'явилася в газеті «Каліфорнія» 15 березня 1848, а вже наприкінці травня Сан-Франциско нагадувало місто-привид: за словами самовидця, «у ньому не залишилось майже жодного чоловіка». На рейді в гавані Сан-Франциско стояли близько 200 покинутих суден, команди яких дезертирували й перетворились на шукачів золота. Станом на серпень 1848 в місці безпосередніх розробок оселилися вже 4 тис. новоприбулих.

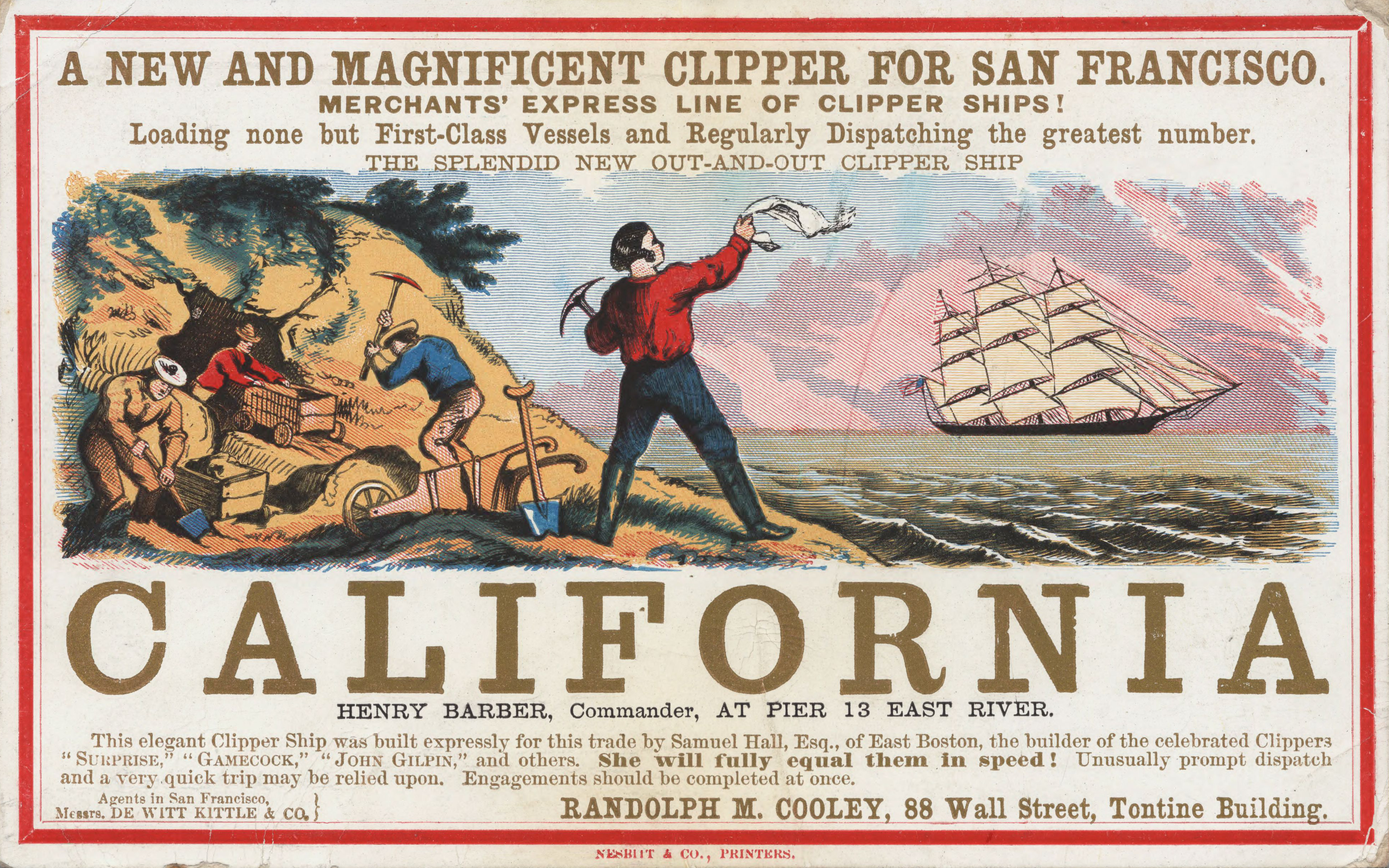
Реклама відправки до Каліфорнії на початку Золотої лихоманки

Чутки про «каліфорнійський рай» поширилися світом за лічені місяці. Кричущі плакати й оголошення закликали вирушати до Каліфорнії, щоб отримати легке збагачення. Більшість плакатів була підписана ініціалами D.L., але численні старателі, що зазнали лиха в пошуках золота, розшифровували їх як «Damn Liar», тобто «клятий брехун». Перші старателі прибували з Орегону (США) та Мексики, але невдовзі туди ж дісталися шукачі золота з усієї Америки, Європи, Австралії й навіть Китаю (китайських робітників було так багато, що в Сан-Франциско виник окремий китайський квартал).

### Офіційний початок «золотої лихоманки»

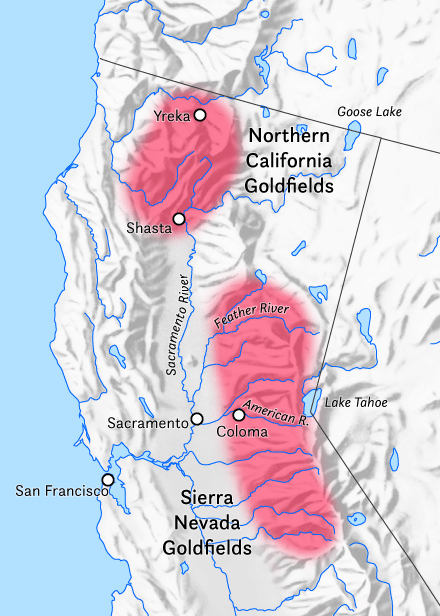
Розташування місць видобутку золота

5 грудня 1848 року президент США Джеймс Полк у своєму щорічному посланні до Конгресу офіційно оголосив про факт відкриття золота в Каліфорнії, чим іще більше роз'ятрив «золоту лихоманку».
Аби досягнути Каліфорнії водним шляхом, кораблі, що йшли з Атлантики, були вимушені обходити Південну Америку. Цей маршрут був досить тривалим (6 місяців) і дорогим. Значно скоротити його дозволяв перехід через доволі вузький панамський перешийок, водночас уможливлюючи рух уплав річкою Чагрес. Шлях через необжиту Панаму приховував у собі великі ризики й небезпеки, але наплив золотошукачів постійно збільшувався, що спонукало американських підприємців спорудити панамську залізницю. Проте головний потік старателів рухався територією США зі сходу на захід легендарними кінними фургонами, добре відомими за класичними вестернами. Це був знаменитий похід «людей сорок дев'ятого», що створив національну героїчну одіссею та, як стверджував Ф. Тернер, вписав цей міф у «самий характер мислення американського народу».

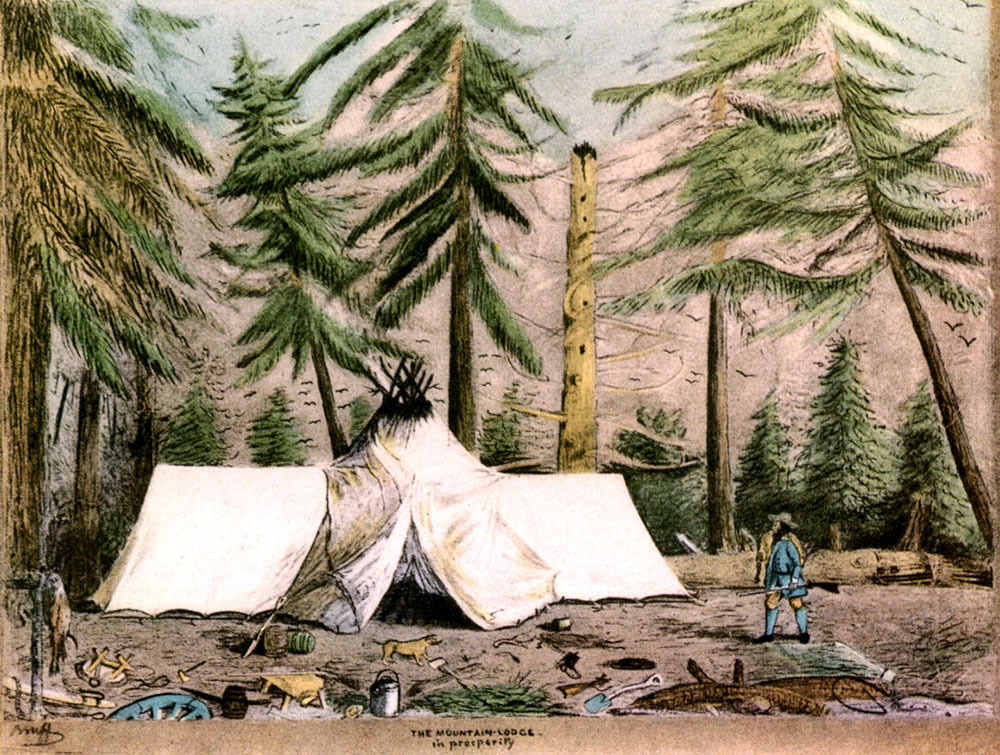
Гірський табір золотошукачів на малюнку Джозефа Бруффа, 1849 р.

На початкових етапах старателі користувалися примітивними ручними інструментами. Але за декілька років стало зрозуміло, що головні поклади золота містяться в товщі ґрунту й гірських порід. Геологи та гірничі інженери, котрі працювали в Каліфорнії з початку 1850-х, намагалися дістатися до корінних родовищ, у яких зосереджувалися найбільші рудні скарби. Уже в 1850 поблизу гори Голд-Гілл була виявлена перша золотоносна жила, що поклала початок новим містам гірників Грасс-Веллі та Невада-Сіті. Товщина жили доходила до 10 м, причому на глибині 50-60 м траплялось самородне золото. Розробку руд вели шахтним способом. Протягом наступного десятиріччя була виявлена грандіозна золоторудна зона (родовища Офір, Ельдорадо, Аргонавт, Еврика та ін.), яку назвали «Материнською жилою» (Мазер Лод або Veta Madre). Рудна зона простяглася в меридіанному напрямку на довжину близько 190 км і мала ширину близько 1,5 км. Тут було споруджено 40 потужних рудників, які розробляли поклади протягом сторіччя (середній вміст розсіяного золота в тонні кварцу дорівнював 10,5 г). За цей час було видобуто близько 3,5 тис. т золота (в середньому по 35 т на рік), а максимальна глибина видобутку сягнула 1350 м. Показово, що під час золотої лихоманки (1848—1853) середній річний видобуток розсипного золота перебільшував 80 т (найбільший показник був у 1852 році — 124,6 т). Варто зауважити, що світовий видобуток тих років не перевищував 200 т, тобто більше половини золота світу давала Каліфорнія. На жаль, розсипні родовища протягом десяти років були майже повністю вичерпані.
Менше з тим, потреба в забезпеченні тисяч людей продовольством, одягом, знаряддями праці, банківськими послугами (обмін видобутого золота на гроші) призвела до широкої економічної розбудови краю. Поблизу розробок золота стрімко зростали торговельні, фінансові, сільськогосподарські, будівельні компанії. Завдяки цьому значна частина прибулих у Каліфорнію старателів залишилася жити тут назавжди, чому сприяв благодатний клімат і пишна природа цих земель.
Уже в 1849 у Сан-Франциско відкрилося фінансове агентство Паризької контори Ротшильдів, а також Гірничий банк, які взяли під контроль скупку золота й зберігання зароблених грошей. Покупці золота часто сплачували старателям набагато менше офіційної ціни долара (від його золотого еквівалента), що забезпечувало фінансистам надприбутки, втім, ризики зберігання та транспортування золота теж були дуже високими. Поряд із доларами роль грошей у Каліфорнії виконував і золотий пісок.

### Пік і згасання видобутку

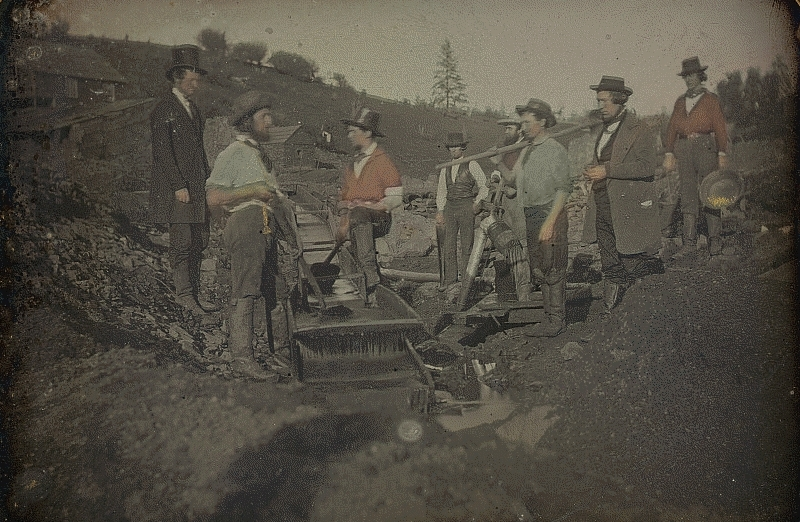
Золотодобувачі 1850—1852 рр., дагеротип

Апогей видобутку золота в Каліфорнії припав на 1852 рік, після чого «лихоманка» швидко згасла. Головною причиною було вичерпання поверхневих покладів, унаслідок чого видобуток став надто затратним. Усе більше старателів ставали найманими працівниками, замість займатися самостійним золотошуканням.
Використовуючи місцеві незвично високі ціни на товари, ініціативні торговці й підприємці створили вельми успішні компанії, які принесли своїм власникам набагато більше грошей, ніж багатьом дала гірнича діяльність. Серед характерних прикладів — утворення фірми «Levi Strauss», що почала виробляти перші джинси як робочий одяг для каліфорнійських гірників. Поштовх, наданий економічному розвою Каліфорнії розробками золота, виявився незворотнім.
Відсутність чіткого гірничого законодавства й обмежені можливості влади в наведенні законного порядку призводили до численних самозахоплень багатих ділянок та збройних суперечок між старателями. До правових проблем додавались гострі міжнаціональні конфлікти (індіанці, мексиканці, китайці не мали прав на оренду ділянок і могли бути лише найманими робітниками).
Одночасно з розвитком копалень збільшувалася кількість охочих добути золото не з-під землі, а з кишень старателів. Численним бандам грабіжників старателі протиставили чітке самоврядування та взаємодопомогу. Повсюдно організовувались «вартові комітети», які були постійно готові до збройних дій без жодних юридичних зволікань (з-поміж іншого застосовувався і «суд Лінча»). «Джентльменський набір» золотошукача серед необхідних знарядь праці завжди включав вогнепальну й холодну зброю.
Багато хто з тих, хто не досягли успіху в гірничій справі, зайнялися отриманням «зеленого золота» — вирощування фруктів, овочів та зерна, щоб прогодувати мешканців шахтарських громад. Клімат Каліфорнії сприяв успішному сільському господарству. Європейські підприємці також побачили можливість задовольнити попит на вино. Вони посадили перші сади та виноградники, і незабаром не лише постачали вино на місцевому рівні, а й експортували його в інші країни; каліфорнійські сорти вин залишаються одними з найпопулярніших та найцінніших донині.
Сан-Франциско було обрано місцем для західного кінця першої трансатлантичної залізниці, яка з'єднала східне узбережжя з Каліфорнією через Омаху та зробила революцію в транспорті та торгівлі США. Нові дороги, мости, пороми, пароплави, що допомагали старателям дістатися до Каліфорнії, припинили її ізоляцію.

## Технології видобутку

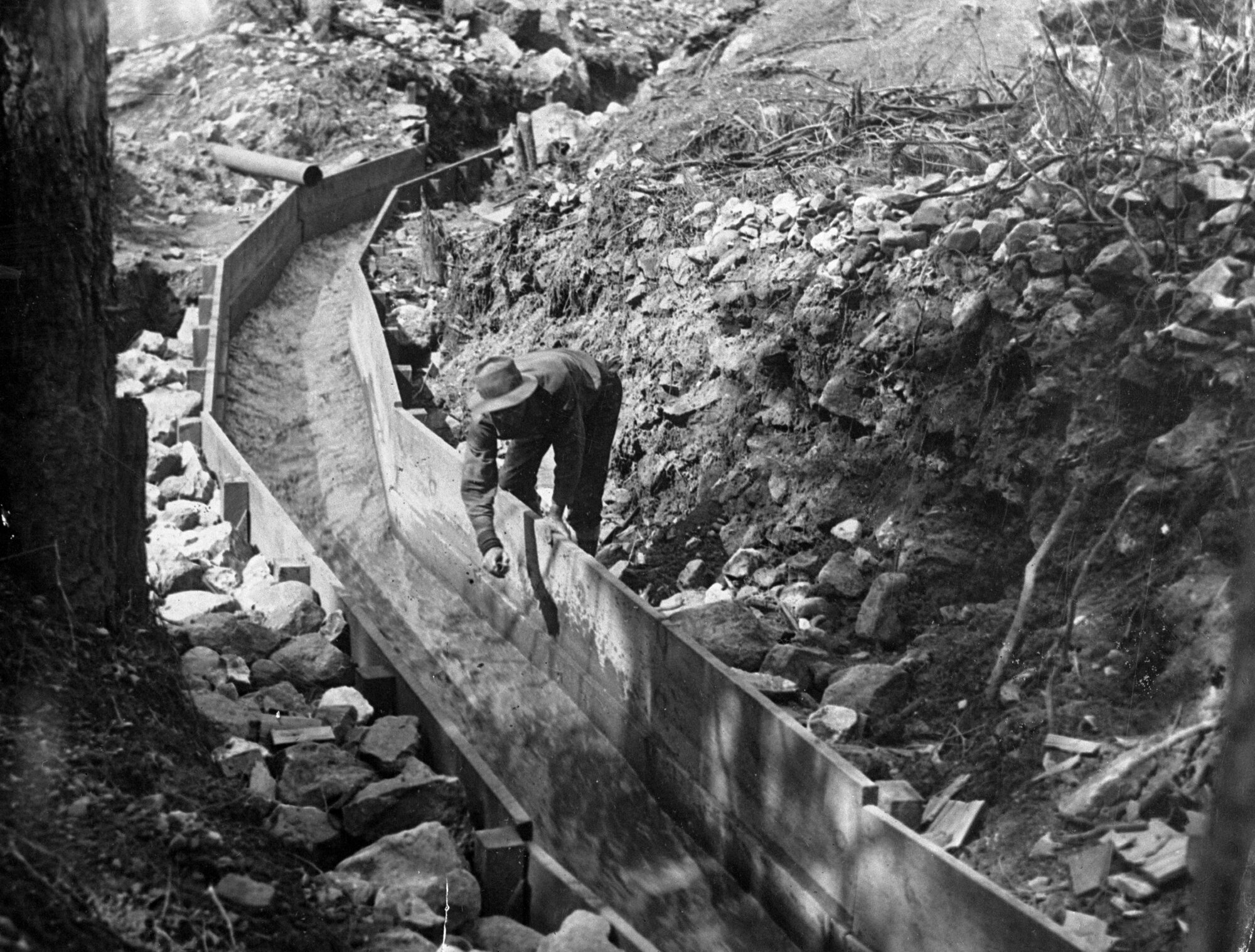
Канал для води

Основні золоті розробки були зосереджені в передгір'ях Кордильєр, уздовж річкових долин. Руслові четвертинні розсипи залягали на дні глибоких каньйонів і долин, утворених у гранітних масивах західного схилу хребта Сьєрра-Невада. Щоб отримати золото, використовували технологію промивання в лотках (шліховий метод), перекопуючи при цьому уламкові матеріали на берегах річок і струмків. Крім звичайних лотків, використовували ручні коливальні верстати, що складалися з решета, під яким розміщувався похилий жолоб із поперечними заглибинами. Російський гірничий інженер П. Дорошин, який оглядав каліфорнійські розробки, зазначав, що старателі згадали навіть золоте руно аргонавтів і розстеляли бичачі шкури на похилих площинах, промиваючи пісок на них.
Пізніше були відкриті розсипи раніших (третинних) відкладень, пов'язаних із давньою річковою мережею. У багатьох випадках вони були розташовані під прикриттям новітніх вулканічних порід, що потребувало спорудження неглибоких виробок стовбурового типу або кар'єрів. Важливим кроком у розвитку технології гірничих робіт було застосування гідромоніторів, які почали впроваджувати з 1853 р. Розсипні відклади розмивали потужним струменем води, яка транспортувала їх у спеціальні шлюзи. Це були викладені каменем канали завдовжки 100—300 м, дно яких облаштовували поперечними лежнями або ребристими плитами для затримання частинок золота. Об'єм води 100 м3 забезпечував розмив від 3 до 24 м³ породи (залежно від її міцності). Підземна й гідротехнічна розробка золотоносних покладів потребували кооперації старателів, а також сприяли успіхам великих гірничих компаній, що почали витісняти індивідуальних шукачів золота (багато з яких згодом стали професійними гірниками).

## Наслідки

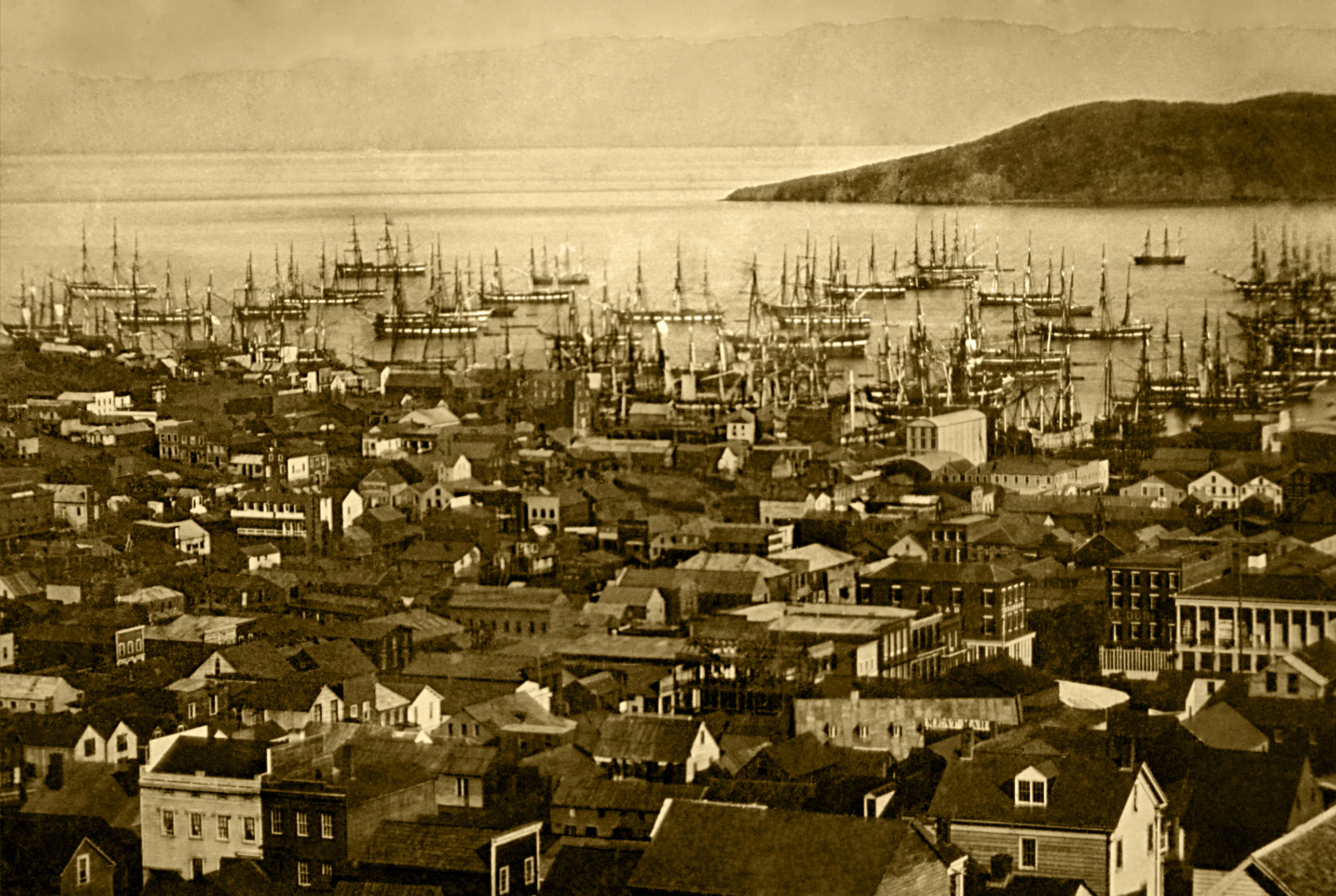
Узбережжя Сан-Франциско в 1850-і роки

Каліфорнійська золота лихоманка відбулася на тлі промислової революції та стала рушійною силою економічного розвитку США у XIX ст. Вона сприяла не тільки наповненню державної казни, а й розширенню виробництва та сфери послуг у Каліфорнії, оскільки багато підприємців продавали золотошукачам гірничодобувні матеріали, пиломатеріали, одяг та транспорт. Сільське господарство та роздрібна торгівля також зростали, внаслідок чого Каліфорнія до кінця століття стала економічним гігантом серед інших штатів США. За час «золотої лихоманки» в Каліфорнії було видобуто 4 тис. т золота на $2 млрд за тодішнім курсом ($50 млрд за курсом початку XXI ст.). Найбільший знайдений самородок важив близько 88,5 кг. Але розбагатіти вдалося лише небагатьом шукачам дорогоцінного металу. Найбільшу вигоду отримали підприємці та банкіри.

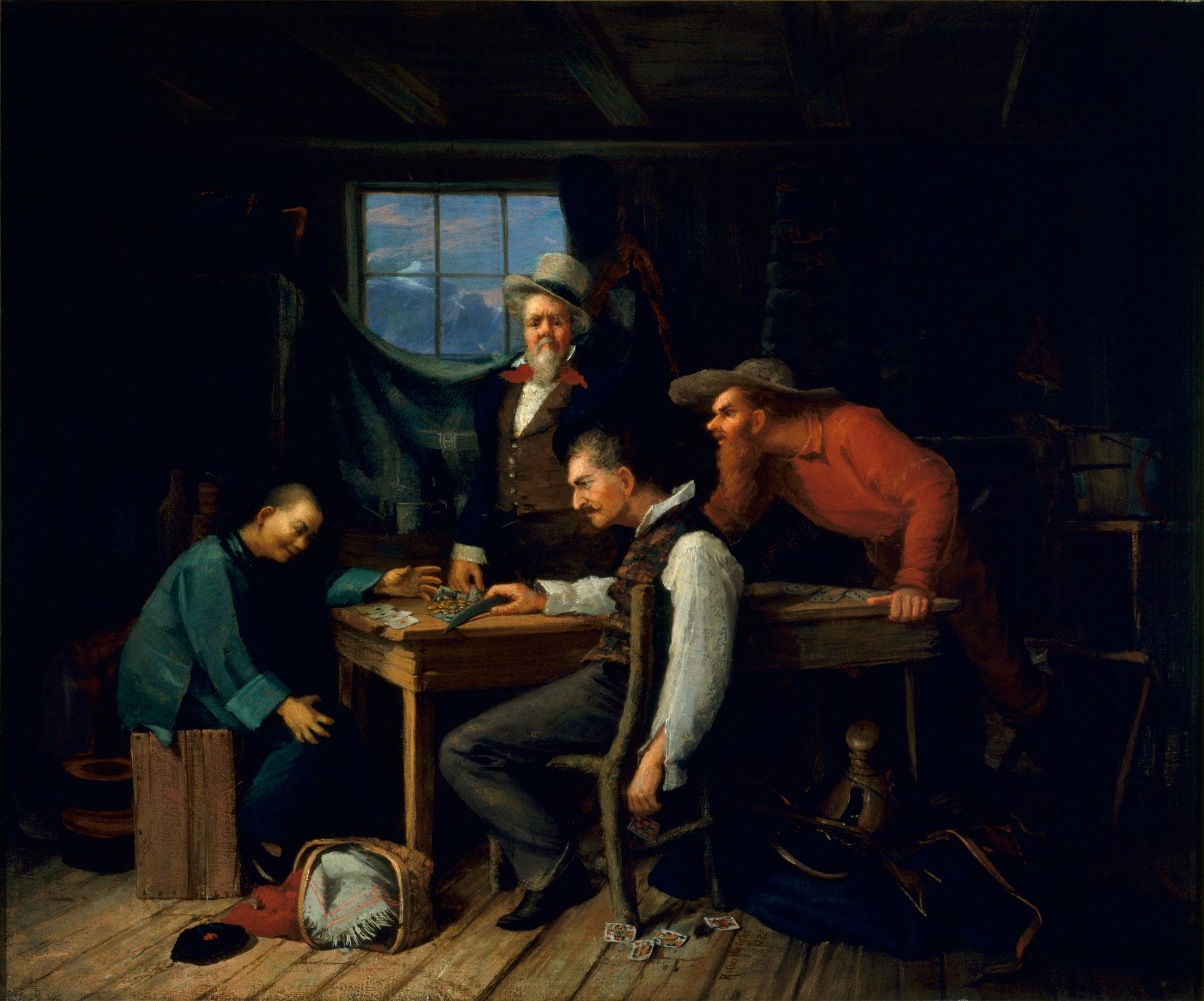
«Картярі», картина Руфуса Райта, 1882 р.

Загальна кількість людей, що прибули в пошуках золота на «дикий захід», за десять років «лихоманки» становила близько 400 тис. За два роки (1848—1849 рр.) населення Сан-Франциско збільшилось у 25 разів. При тому в самому осередку гірничих робіт було засноване ще одне селище старателів Сакраменто (сучасна столиця штату). При цьому на місці не було будь-якої інфраструктури для мешкання такого скупчення людей. Їм бракувало найнеобхіднішого (насамперед продовольства), були труднощі підтримання безпеки й правопорядку, складність боротьби з хворобами. І все ж мрія про швидке збагачення переважно брала гору над здоровим глуздом. Карл Маркс, відгукуючись на масовий рух старателів, ремствував: «Пролетарі Європи проміняли соціальну революцію на пошуки каліфорнійського золота».
Американський історик О. Льюїс вважав, що тільки 1 із 20 старателів повернувся з Каліфорнії багатшим, ніж був до золотої лихоманки. Кількість її жертв, що загинули від хвороб і збройних конфліктів, важко піддається аналізу. Такий перебіг подій породив у Європі рух місцевих «боязких» старателів, які розпочали пошуки золота на річках поблизу своїх домівок. Нічим не ризикуючи, вони проте мали і мізерні здобутки (розсипи Рейну, Рони, Гвадалквівіру були здебільшого вичерпані ще за античних часів).
Старателі та численні робітники, що їх обслуговували, різко змінили демографічний склад регіону. До відкриття золота населення становило приблизно 160 тис. осіб, переважна більшість з яких були корінними американцями. Приблизно до 1855 року прибуло понад 300 тис. осіб, більшість із них були американцями з інших регіонів, хоча деякі поселенці також прибули з Китаю, Європи та Південної Америки. Масовий наплив призвів до появи численних міст і селищ, серед яких особливого значення набув Сан-Франциско. Його населення різко зросло з 500 осіб у 1847 році до понад 150 тис. осіб у 1852 році. Золота лихоманка сприяла наданню Каліфорнії статусу штату в 1850 році.
Трагічною була доля Дж. Саттера, землі якого виявилися в центрі каліфорнійського золотовидобутку. Хоча він виграв судові позови щодо повернення золота, знайденого на території його колонії, проте разом із родиною зазнав «суду Лінча» розлютованих старателів. Вони спалили маєток Саттера, його родина загинула, а сам Саттер, дивом урятувавшись від розправи, збожеволів і залишок життя провів у марній юридичній тяганині.
Знаковою подією стала катастрофа пароплава «Сентрал Америка», яка обірвала життя 425 найуспішніших старателів, що залишали Каліфорнію з тоннами золотих монет, зливків і самородків на борту. Ця корабельна аварія, яка сталася 12 вересня 1857, була (до загибелі «Титаніка») найбільшою в історії мореплавства. Коли в 1906 році землетрус і пожежа знищили більшу частину Сан-Франциско — на той час найкрасивішого міста США, яке називали «Західним Парижем», старі забобонні старателі вбачали в цій катастрофі покарання за несправедливість, яка панувала там у часи «лихоманки».
Трагічною сторінкою заволодіння каліфорнійським золотом була безкомпромісна боротьба з корінним населенням. Індіанці не хотіли віддавати свою землю, їх було важко примусити працювати на копальнях, і, до того ж, вони почали самостійно видобувати й продавати золото. Це не влаштовувало ні старателів, ні владу штату. Губернатор Каліфорнії Пітер Бернетт на засіданні законодавчих зборів заявив про те, що «війна на знищення буде стояти на порядку денному, доки індіанська раса не зникне». Унаслідок диких розправ колонізаторами було знищено близько 130 тис. індіанців, а 30 тисяч тих, що залишились, були зігнані в резервації. Англійський дослідник В. Моррел, звертаючи увагу на демократичні форми прийняття таких жорстоких рішень (від місцевого самоврядування до законодавчих зборів), ставив питання: «Чи було це, як часто стверджували письменники XIX ст. проявами демократії, чи, як могли б припускати критики ХХ ст., зародковою формою фашизму?..»
Марк Твен розпочав свою кар'єру в Сан-Франциско, де спочатку приєднався до свого брата, який шукав золото, але зрештою досяг більшого успіху як репортер газети The San Francisco Call. Проте він вважав відкриття золота в Каліфорнії найбільшим національним лихом Америки й писав: «Гонитва за багатством, пов'язана з пошуками золота, спричинила ту спрагу грошей, яка стала сьогодні звичкою, ту жорстокість, той цинізм, які є ознакою наших часів».
Дорожні знаки в Каліфорнії виконані в формі лопати в пам'ять про золоту лихоманку.

## У мистецтві

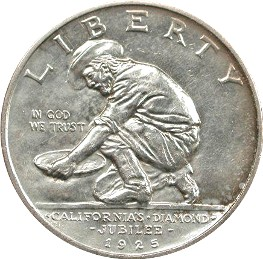
Пам'ятні 50 центів

Едґар Аллан По під враженням від золотої лихоманки в Каліфорнії написав поему «Ельдорадо» (1849) про лицаря, що більшість свого життя шукає легендарну країну золота Ельдорадо.
«Життя та пригоди Гоакіна Мурієти: Знаменитого каліфорнійського бандита» (1854) — роман Джона Ролліна Ріджа, перший роман, опублікований корінним американцем. Його автор — уродженець племені черокі, який сам намагався розшукати золото та описав реалії тодішнього життя в Каліфорнії.
Каліфорнійській золотій лихоманці присвячений роман французького письменника Блеза Сандрара «Золото» (1925). Світової слави зажили яскраві оповідання Ф. Брет Гарта, що описували сповнене пригод і небезпек життя вільних каліфорнійських старателів, які створили свій власний кодекс суспільного побуту й старательської демократії, пам'ять про яку жива й сьогодні.
Видобуток золота в Каліфорнії зображено в таких фільмах, як «Друзі» (1912), «Обіцянка Лоли» (1912), «Романс про Редвудів» (1917), «Палаючі сорокові» (1924), «Пісня Заходу» (1940), «Вперед, Америко!» (1942), «Голі пагорби» (1956), «Пригоди Гриффіна Буллгіпа» (1967), «Розмалюй свою кибитку» (1969), «На Захід» (2005), «Золоті примари» (2024) та ін.
Gold Rush! (1988) — пригодницька відеогра, розроблена Sierra On-Line, одна з останніх і найнасиченіша вмістом гра на рушієві Adventure Game Interpreter (AGI).